# Svatí čeští novomučedníci
Svatí čeští novomučedníci jsou skupina českých a moravských pravoslavných věřících, popravených v období nacismu.

## Svatořečení

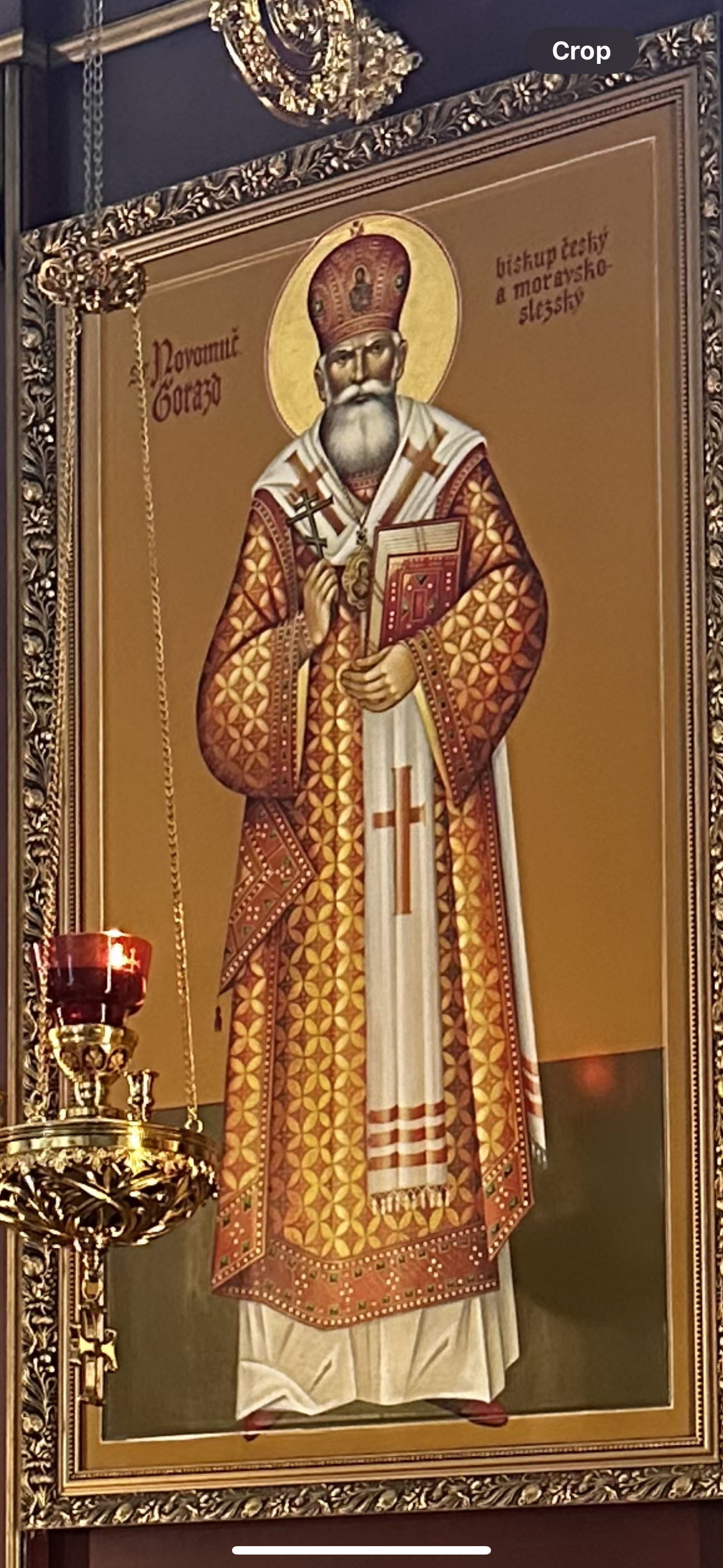
Ikona svatého biskupa Gorazda v pražské katedrále svatých Cyrila a Metoděje

Slavnostní svatořečení novomučedníků proběhlo dne 8. února 2020 v chrámu sv. Cyrila a Metoděje v Praze. Prohlášeni za světce byli dva presbyteři (kněží) a šestnáct laiků, popravených nacisty za účast v protinacistickém odboji během druhé světové války a také za pomoc a ukrývání parašutistů zapojených do atentátu na zastupujícího říšského protektora Reinharda Heydricha, během operace Anthropoid. Památka svatých českých novomučedníků se uctívá 5. září.
Jejich nadřízený, biskup Matěj Pavlík byl svatořečen v roce 1987 jako Gorazd II.

## Seznam mučedníků
- Vladimír Petřek
- Václav Čikl
- Jan Sonnevend
- Václav Ornest
- Karel Louda
- Marie Sonnevendová
- Marie Čiklová
- Marie Gruzínová
- Marie Loudová
- Františka Ornestová
- Miluše Ornestová
- Vladimír Ort
- Helena Mühlmanová
- Alexandr Miniv
- Marie Minivová
- Jan Charbula
- Ludmila Ryšavá
- Josef Ryšavý[2]

Popraven byl také kněz František Prokop Šimek se svou manželkou Annou Šimkovou, ti však na kanonizační ikoně nejsou zachyceni.

## Galerie

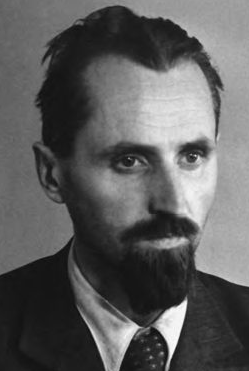
Vladimír Petřek
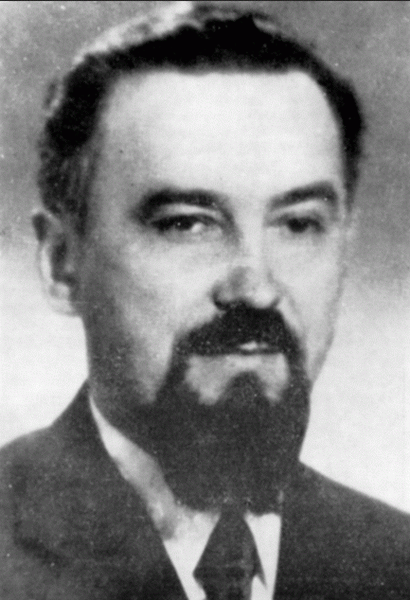
Václav Čikl
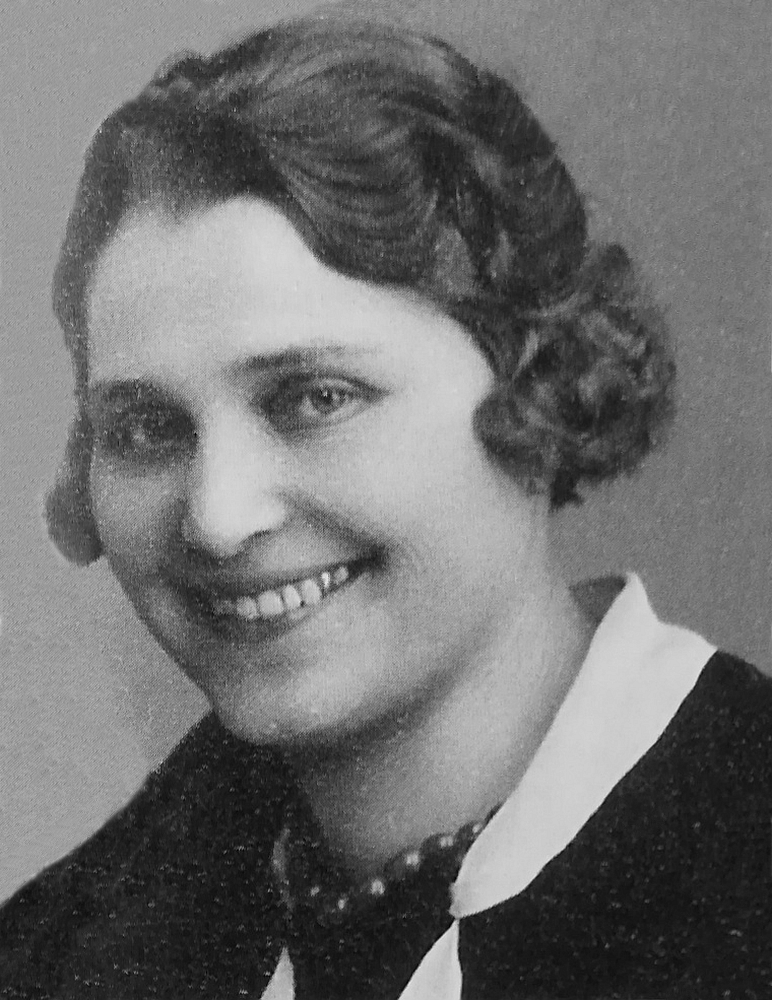
Marie Čiklová
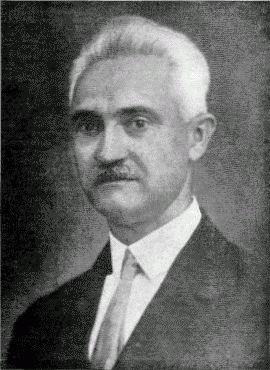
Jan Sonevend
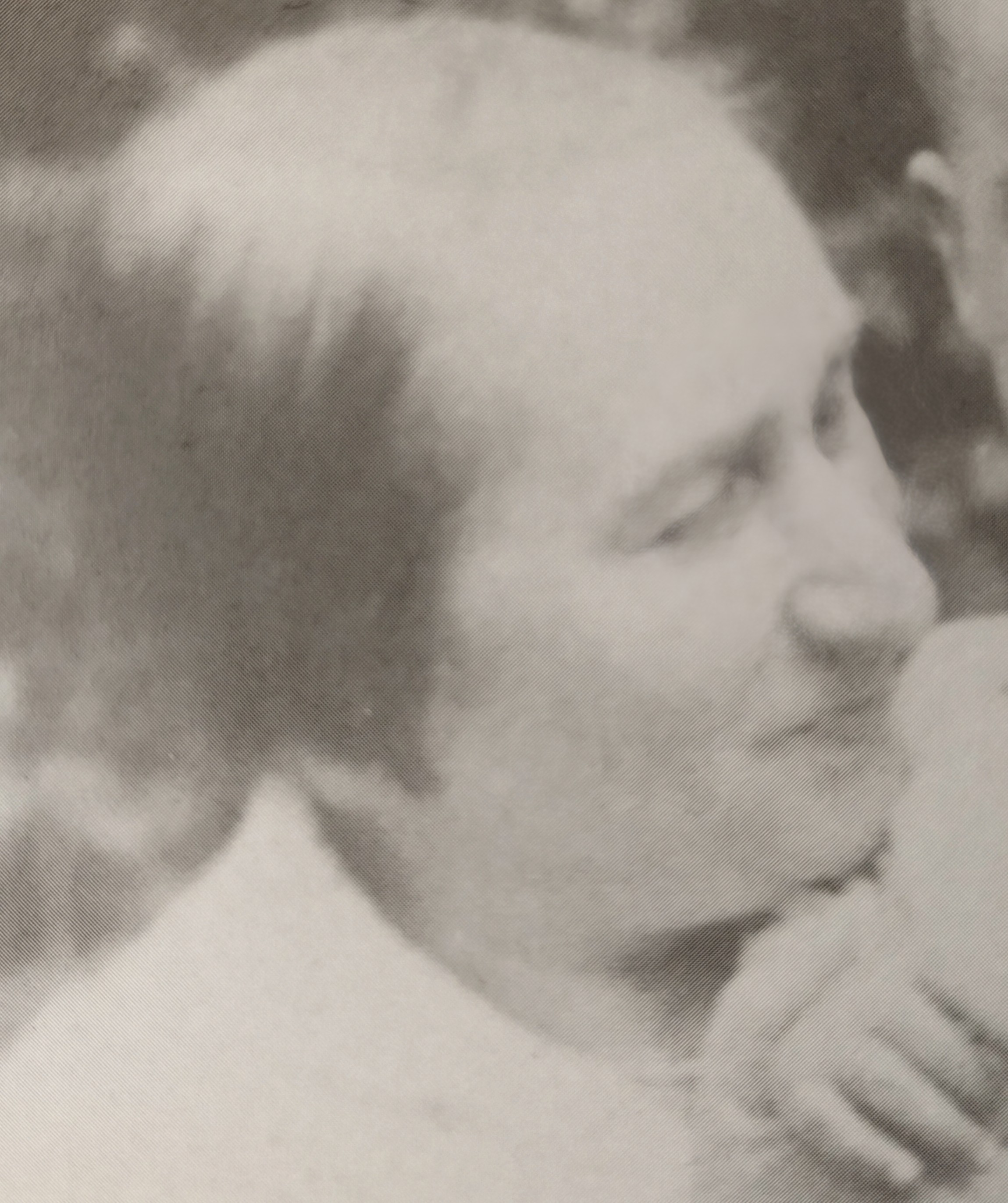
Marie Sonnevendová
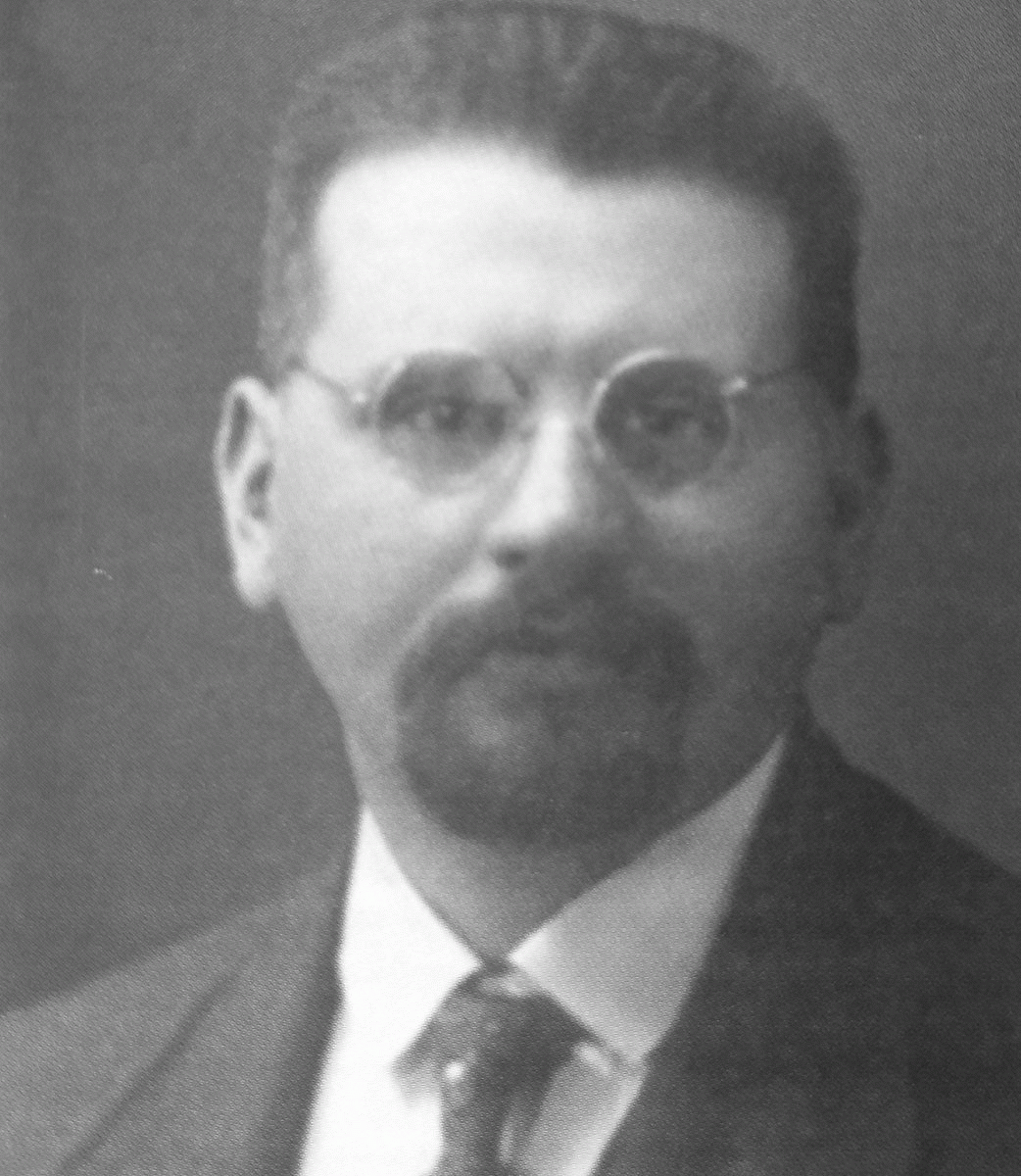
Václav Ornest
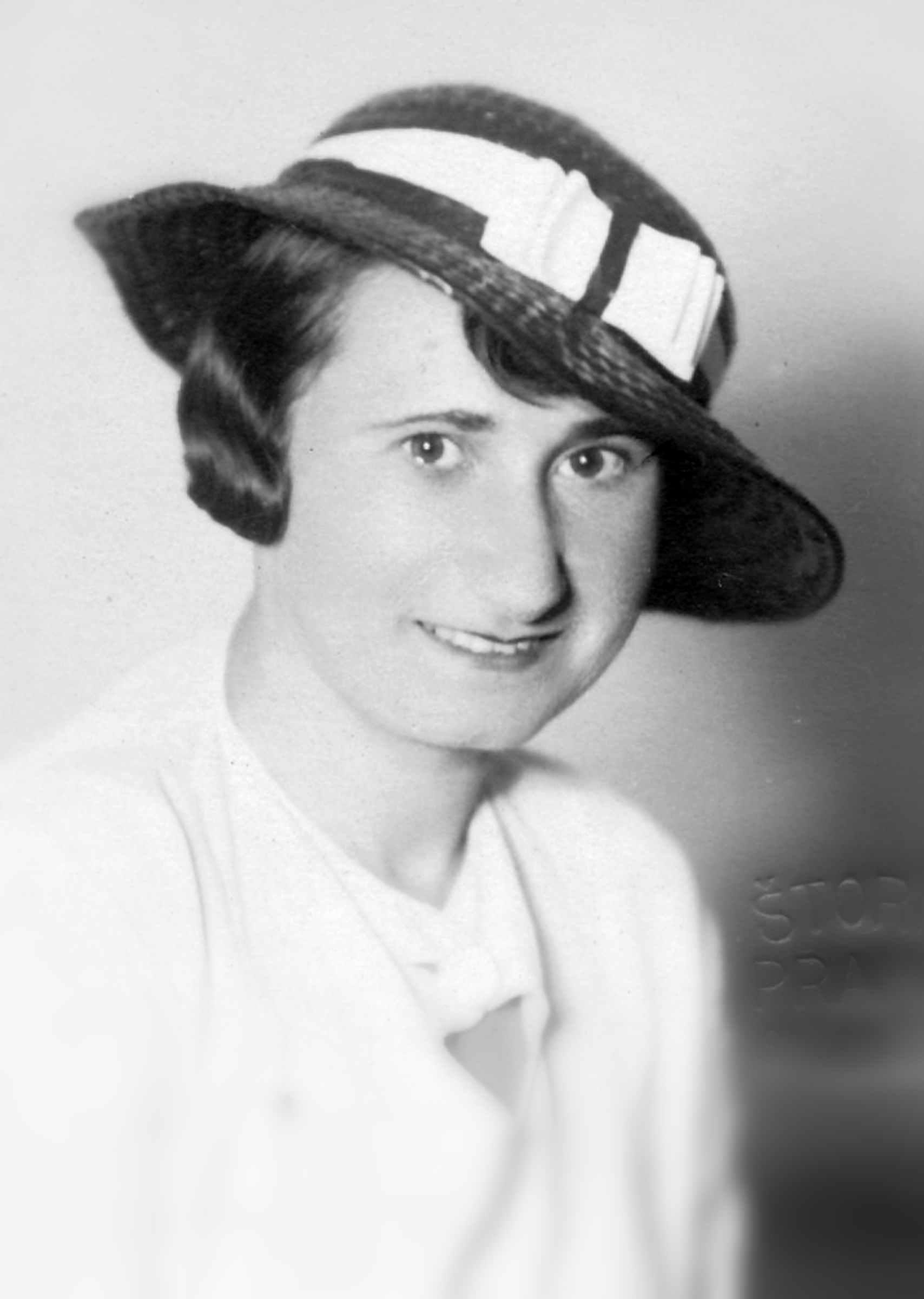
Ludmila Ryšavá
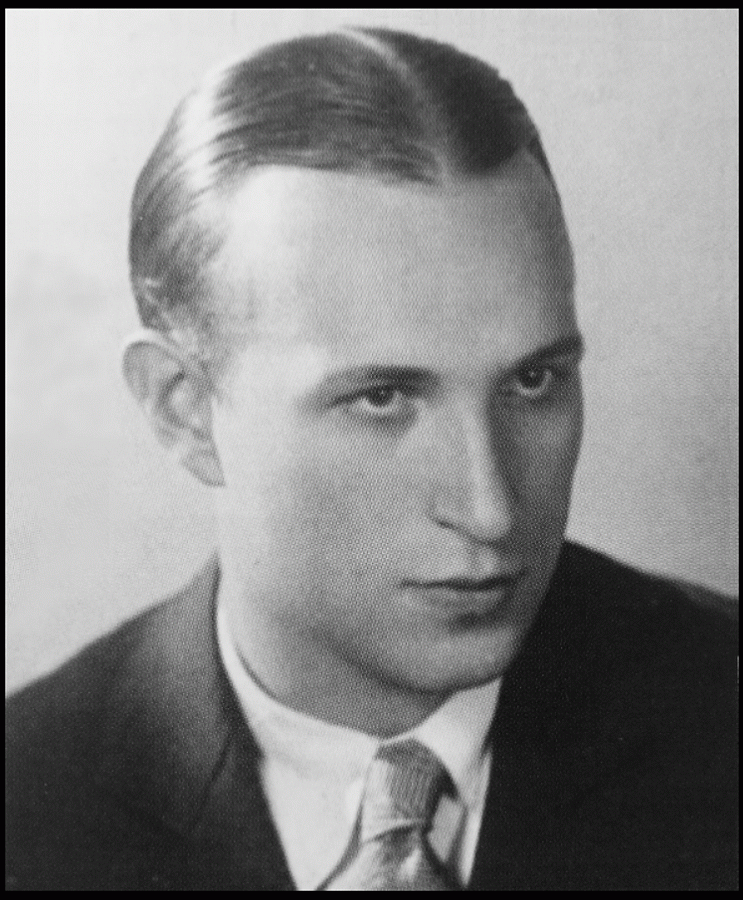
Vladimír Ort
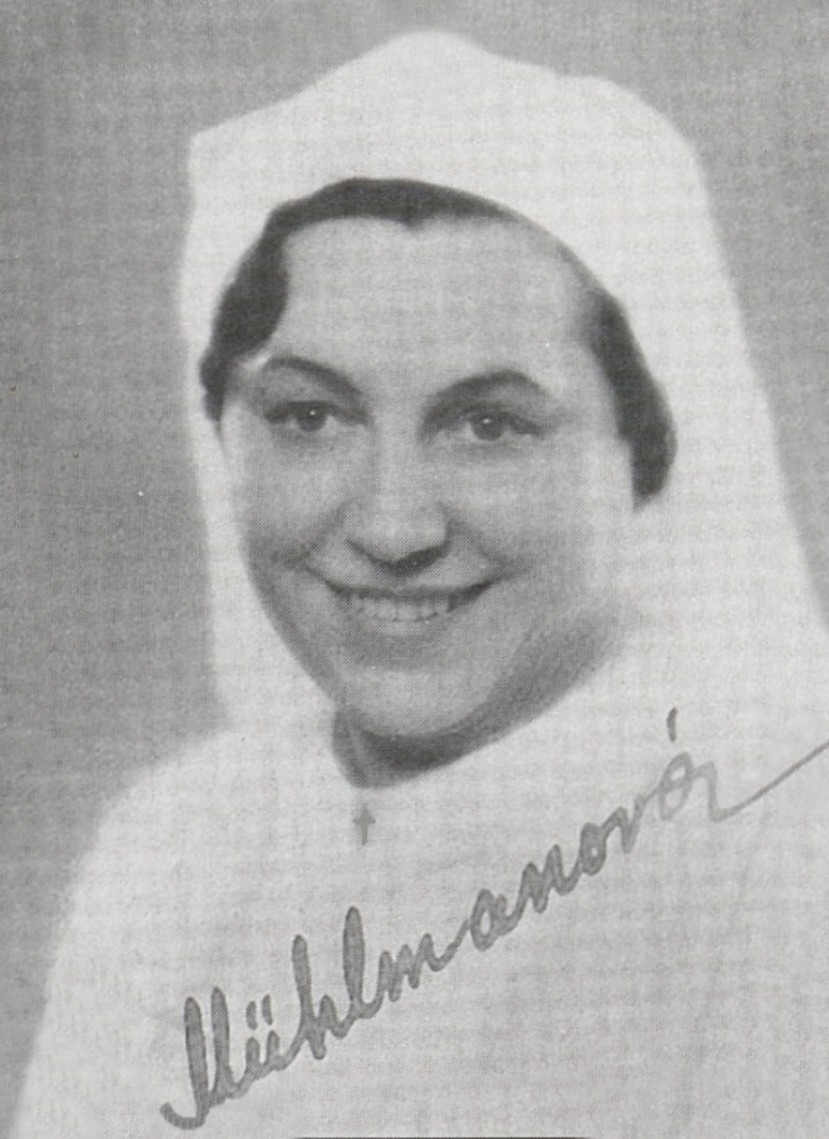
Helena Mühlmanová
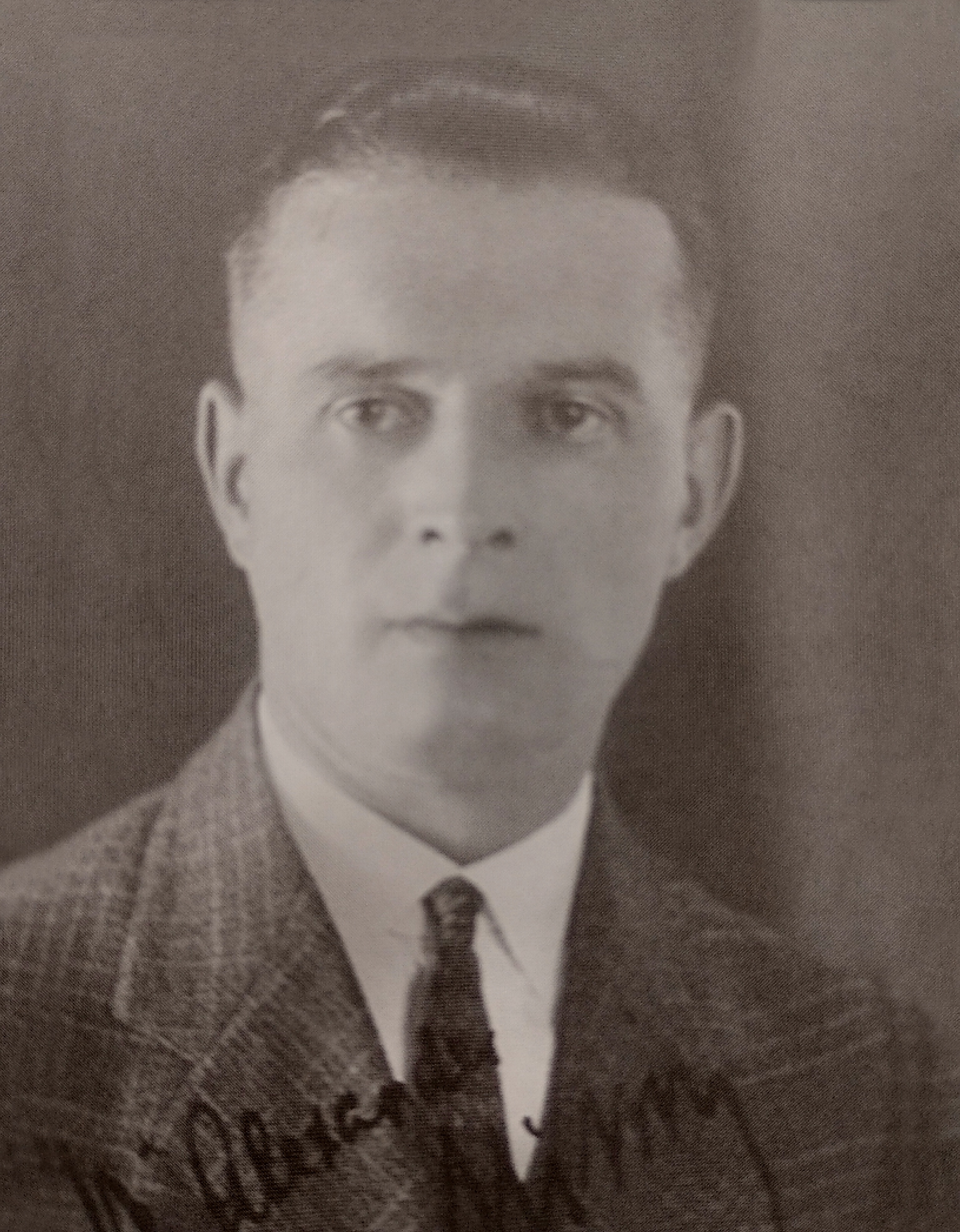
Alexandr Miniv
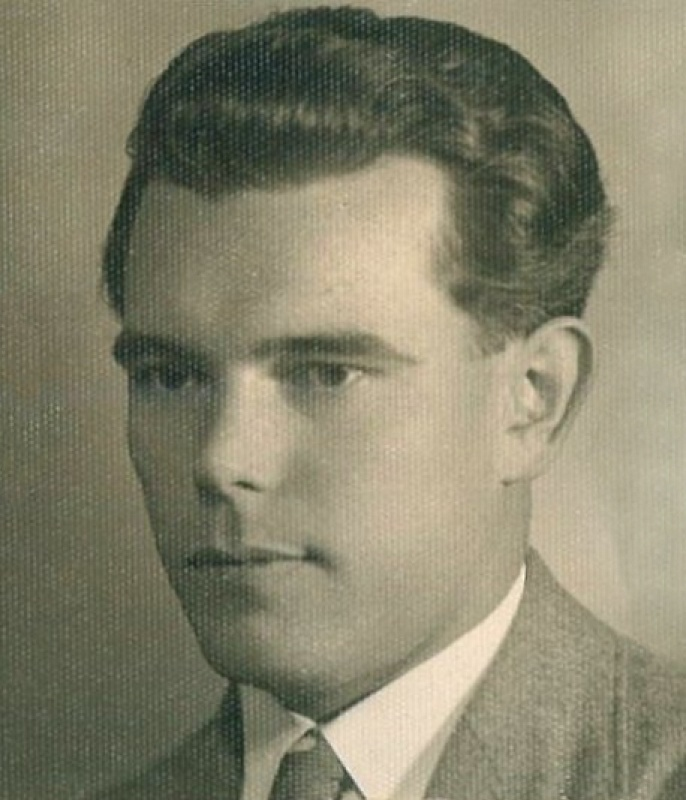
Karel Louda
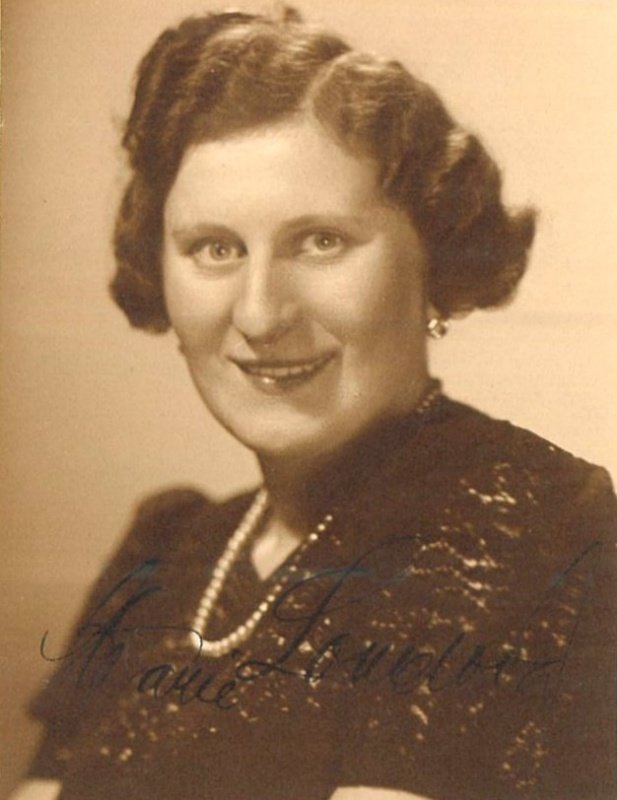
Marie Loudová
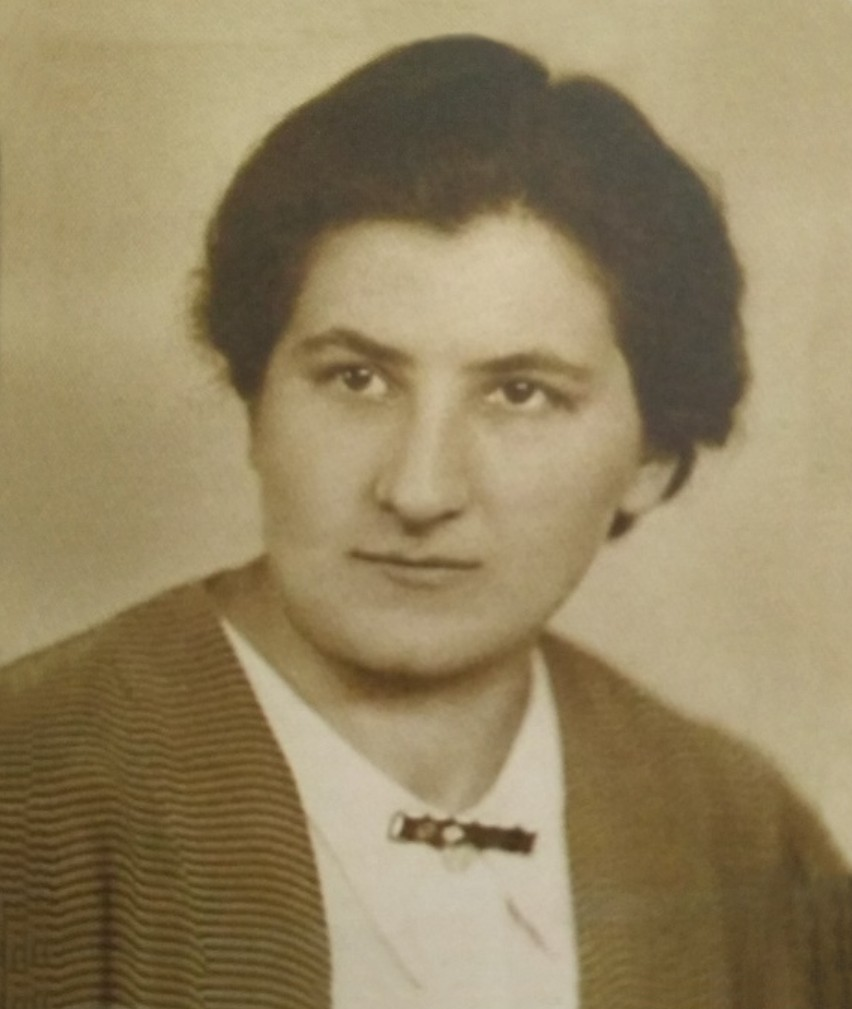
Marie Gruzínová